# Federico Navarro
Federico Darío Navarro (* 9. März 2000 in Frontera, Provinz Santa Fe) ist ein argentinischer Fußballspieler, der meist als Mittelfeldspieler eingesetzt wird. Er steht seit August 2021 bei den Chicago Fire unter Vertrag.

## Vereinskarriere
Navarro begann seine Karriere in Frontera beim lokalen Fußballverein Deportivo Sebastian, bevor er im Alter von 13 Jahren in die Jugendabteilung von Club Atlético Talleres wechselte. Vor der Saison 2018/19, wurde Navarro vom damaligen Trainer Juan Pablo Vojvoda in die erste Mannschaft berufen. Sein Profidebüt gab Navarro am 9. Februar 2019, beim 0:0 gegen Atlético Tucumán.
Am 6. August 2021, unterschrieb Navarro einen Vertrag in der MLS bei Chicago Fire bis zum Jahr 2025 und einer Option für ein weiteres Jahr. Die Ablösesumme kann aufgrund verschiedener Bonuszahlungen bis zu 5 Millionen US-Dollar betragen.

### Nationalmannschaft
Navarro war Teil der U19-Mannschaft, die an den Südamerikaspielen 2018 teilnahm.